# Liste der Biografien/Krak
Liste der Biografien |
Portal Biografien |
Personensuche
# |
A |
B |
C |
D |
E |
F |
G |
H |
I |
J |
K |
L |
M |
N |
O |
P |
Q |
R |
S |
T |
U |
V |
W |
X |
Y |
Z |
?
 
Ka |
Kb |
Kc |
Kd |
Ke |
Kf |
Kg |
Kh |
Ki |
Kj |
Kl |
Km |
Kn |
Ko |
Kp |
Kr |
Ks |
Kt |
Ku |
Kv |
Kw |
Ky |
Kx |
Kz
 
Kra |
Krb |
Krc |
Kre |
Krg |
Krh |
Kri |
Krj |
Krk |
Krl |
Krm |
Krn |
Kro |
Krp |
Krs |
Krt |
Kru |
Kry |
Krz
 
Kraa |
Krab |
Krac |
Krad |
Krae |
Kraf |
Krag |
Krah |
Krai |
Kraj |
Krak |
Kral |
Kram |
Kran |
Krap |
Krar |
Kras |
Krat |
Krau |
Krav |
Kraw |
Krax |
Kray |
Kraz
Die Liste der Biografien führt alle Personen auf, die in der deutschsprachigen Wikipedia einen Artikel haben. Dieses ist eine Teilliste mit 41 Einträgen von Personen, deren Namen mit den Buchstaben „Krak“ beginnt.

## Krak

### Kraka
- Krakamp, Nikolaus († 1778), deutscher Steinmetz und Baumeister
- Krakau, Alexander (1817–1888), russischer Architekt und Hochschullehrer
- Krakau, Alexander Alexandrowitsch (1855–1909), russischer Elektrochemiker und Hochschullehrer
- Krakau, August (1894–1975), deutscher Offizier, zuletzt Generalleutnant im Zweiten Weltkrieg
- Krakau, Johann von (1544–1606), Domherr und Domdechant des Naumburger Doms
- Krakau, Karlheinz (1928–2018), deutscher Politiker (CDU), Bürgermeister von Rösrath (1975–1989)
- Krakau, Knud (1934–2024), deutscher Jurist, Politikwissenschaftler und Hochschullehrer
- Krakau, Willi (1911–1995), deutscher Autorennfahrer
- Krakauer, Alexander (1866–1894), österreichischer Wienerliedkomponist und Unterhaltungskünstler
- Krakauer, David (* 1956), US-amerikanischer Klarinettist
- Krakauer, Grete (1890–1970), österreichisch-israelische Malerin
- Krakauer, Ines (1894–1972), jüdische Überlebende des Holocaust
- Krakauer, Jon (* 1954), US-amerikanischer AutorJon Krakauer (* 1954)

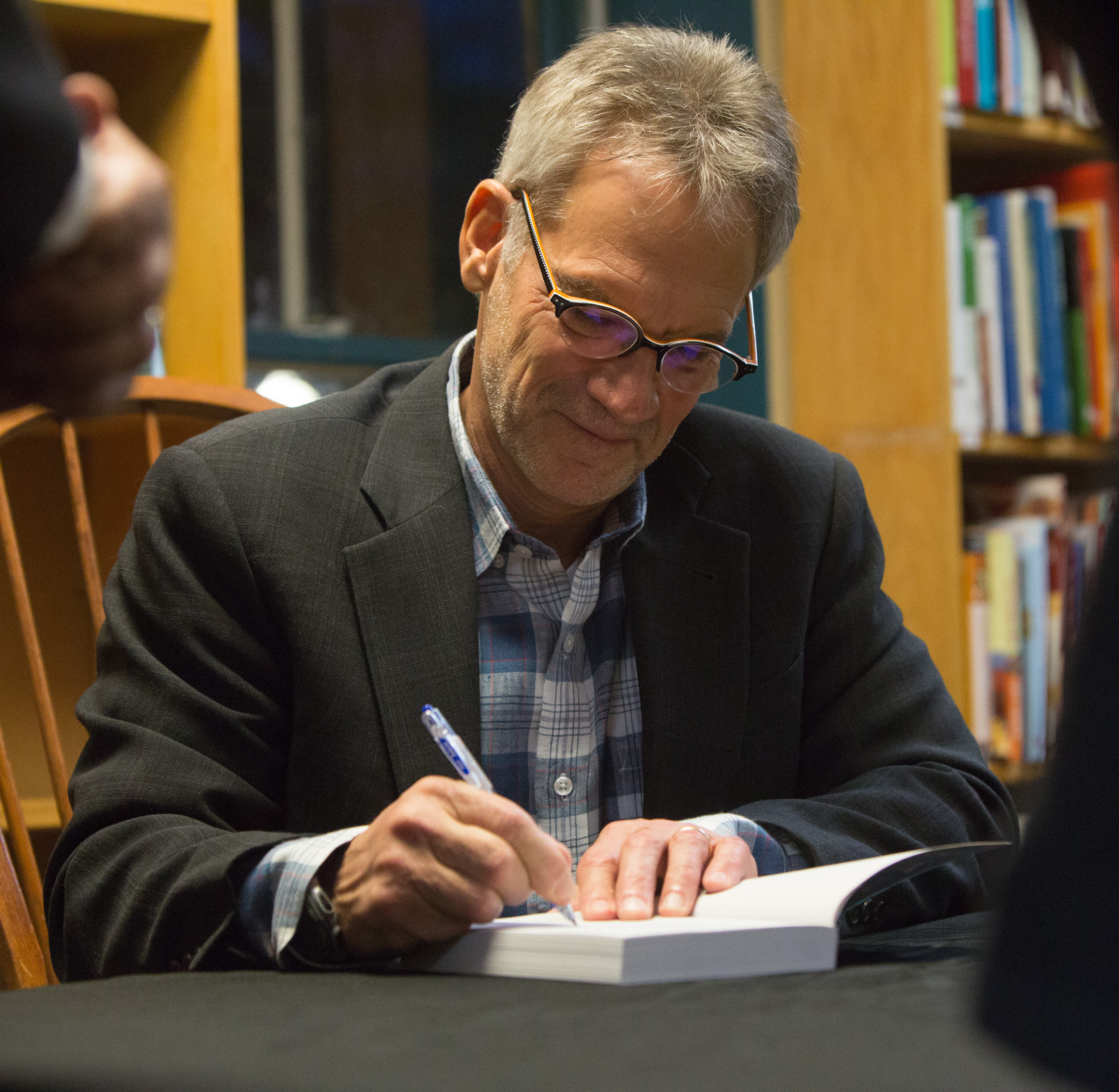
Jon Krakauer (* 1954)

- Krakauer, Max (1888–1965), jüdischer Überlebender des Holocaust
- Krakauer, Trude (1902–1995), österreichische Autorin und Übersetzerin
- Krakauskas, Emilijus (* 1997), litauischer Eishockeyspieler

### Krake
- Kräkel, Matthias (* 1965), deutscher Wissenschaftler auf dem Gebiet der Betriebswirtschaftslehre
- Krakenberg, Kai (* 1970), deutscher Organist
- Kråkenes, Harald (1926–2004), norwegischer Ruderer
- Kråkenes, Sverre (* 1931), norwegischer Ruderer
- Kråkenes, Thorstein (1924–2005), norwegischer Ruderer
- Kraker, Johann (1909–1988), österreichischer Politiker (ÖVP), Mitglied des Bundesrates
- Kraker, Josef (1875–1949), Gottscheer Priester
- Kraker, Margit (* 1960), österreichische Juristin
- Kraker, Paul (* 1968), österreichischer Radio- und Fernsehmoderator und Sprecher
- Kräker, Steffi (* 1960), deutsche Kunstturnerin
- Krakevitz, Albrecht Joachim von (1674–1732), Generalsuperintendent von Schwedisch Pommern in Greifswald
- Krakewitz, Barthold von (1582–1642), deutscher lutherischer Theologe

### Krako
- Krakops, Māris (* 1978), lettischer Schachspieler
- Krakovský von Kolowrat, Alois Josef (1759–1833), Weihbischof und Generalvikar in Olmütz, Bischof von Königgrätz; Erzbischof von Prag
- Krakovský, Peter (* 1979), slowakischer Fußballspieler
- Krakovszki, Bence (* 2002), ungarischer Handballspieler
- Krakovszki, Zsolt (* 2002), ungarischer Handballspieler
- Krakow, Erin (* 1984), US-amerikanische Schauspielerin
- Krakow, Käte (1918–2001), deutsche Bildhauerin, Holzschneiderin, Plastikerin und Portraitier
- Krakowezki, Juri (* 1992), kirgisischer Judoka
- Krakowska, Emilia (* 1940), polnische Schauspielerin
- Krakowska, Joanna (* 1964), polnische Theaterwissenschaftlerin, Redakteurin und Übersetzerin
- Krakowski, Jane (* 1968), US-amerikanische SchauspielerinJane Krakowski (* 1968)

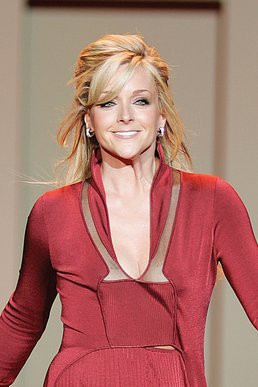
Jane Krakowski (* 1968)

- Krakowski, Shmuel (1926–2018), polnisch-israelischer Historiker

### Krakr
- Krakra von Pernik, bulgarischer Feudalherr